# Marianne Kirkegaard
Marianne Kirkegaard er dansk erhvervsleder og siden 2016 administrerende direktør for CSM Bakery Solutions i USA.

## Uddannelse
Marianne Kirkegaard er uddannet cand.merc. fra Aarhus Universitet i 1993.

## Karriere
Kirkegaard har haft flere fremtrædende stillinger i fødevarebranchen, bl.a. hos Coca-Cola og Carlsberg, indtil hun i 2004 blev ansat hos Unilever, hvor hun indtil 2011 sad i forskellige direktørstillinger. I 2011 startede hun hos den amerikanske industribager CSM Bakery Solutions, hvor hun i dag er administrerende direktør.
Derudover sidder Marianne Kirkegaard i forskellige bestyrelser for bl.a. Salling Group. I 2018 blev Kirkegaard modtager af den prestigefyldte pris Womens Board Award og var i 2016 på Insights Success liste over de 30 mest indflydelsesrige erhvervskvinder i 2016 i USA.